# سرهنگ ردل
سرهنگ ردل (آلمانی: Oberst Redl) فیلمی در ژانر درام به کارگردانی ایشتوان سابو است که در سال ۱۹۸۵ منتشر شد.

## خلاصه فیلم
در زمان محو شکوه و عظمت اتریش-مجارستان، فیلم داستان ظهور و سقوط آلفرد ردل، افسری جاه‌طلب را نقل می‌کند که توانست خود را به ریاست پلیس مخفی برساند.